# Angela Sarafyan
Angela Sarafyan (Armeens: Անժելա Սարաֆյան) (Jerevan, 30 juni 1983) is een Armeens-Amerikaanse actrice. Ze is ook bekend als Angela Sarafian.

## Leven
Sarafyan werd geboren in Jerevan, Armeense Socialistische Sovjetrepubliek. Op haar vierde emigreerde ze met haar ouders naar de Verenigde Staten en gingen wonen in Los Angeles. Haar vader, Grigor Sarafyan is ook acteur en haar moeder is schilderes. Angela deed aan ballet en speelde piano als kind. 

## Filmografie

### Film
- 2002: Paranormal Girl - Crystal (tv-film)
- 2004: The Last Run - Lauren (onvermeld)
- 2007: Kabluey - Ramona
- 2007: On the Doll - Tara
- 2008: A Beautiful Life - Maggie
- 2008: The Informers - Mary
- 2009: Repo Chick - Giggli
- 2011: American Animal - Niet blonde Angela
- 2011: A Good Old Fashioned Orgy - Willow
- 2012: Speed Demons - Lala
- 2012: The Twilight Saga: Breaking Dawn - Part 2 - Tia
- 2012: Lost and Found in Armenia - Ani
- 2013: I Am Victor - Cucumber (tv-film)
- 2013: Noise Matters - Sandy
- 2013: The Immigrant - Magda Cybulska
- 2013: Paranoia - Allison
- 2014: Never - Rachel
- 2015: 1915: The Movie - Angela / Ani
- 2015: Me Him Her - Heather
- 2015: Me You and Five Bucks - Pam
- 2016: Mercury Plains - Alyssa
- 2016: The Promise - Maral
- 2019: Extremely Wicked, Shockingly Evil and Vile - Joanna
- 2019: We are Boats - Francesca
- 2021: Caged - Amber Reid
- 2021: Reminiscence - Elsa Carine
- 2021: A House on the Bayou - Jessica Chambers
- 2021: King Knight - Willow
- 2022: The Ray - Maggie
- 2023: Hail Mary - Gabrielle
- 2023: Pet Shop Boys - ?
- 2024: Little Death - Eigenares platenwinkel
- 2025: Superman - Lara Lor-Van

### Televisie
- 2000: Judging Amy - Aisha Al-Jamal (1 afl.)
- 2002: Buffy the Vampire Slayer - Lori (1 afl.)
- 2004: The Shield - Sosi (1 afl.)
- 2004: The Division - Madison Grant (2 afl.)
- 2005: Wanted - Natalia (1 afl.)
- 2006: 24 - Inessa Kovalevsky (1 afl.)
- 2006: CSI: NY - Sara Jackson (1 afl.)
- 2007: Lincoln Heights - Opal Woodford (1 afl.)
- 2007: Cold Case - Philippa 'Phil' Abruzzi - 1919 (1 afl.)
- 2008: In Plain Sight - Tasha Turischeva (2 afl.)
- 2008: The Mentalist - Adrianna Jonovic (1 afl.)
- 2009: Hot Sluts - Helena / Alena (5 afl.)
- 2009: Eastwick - Jenna (1 afl.)
- 2010: The Good Guys - Samantha (7 afl.)
- 2011: Criminal Minds - Lucy (1 afl.)
- 2011: Nikita - Oksana (1 afl.)
- 2012: Let's Big Happy - Olive (3 afl.)
- 2012: Law & Order: Special Victims Unit - Anna (1 afl.)
- 2014: Blue Bloods - Frannie Ferguson (afl. "Custody Battle")
- 2015: American Horror Story - Alice  (2 afl.)
- 2016-2022: Westworld - Clementine Pennyfeather (18 afl.)
- 2019: Into the Dark - Tatum (afl. "A Nasty Piece of Work")